# لي هوبسون
لي هوبسون هي دراجة كندية، ولدت في 10 أغسطس 1970 في كيتشنر في كندا.

## وصلات خارجية
- لي هوبسون على موقع الاتحاد الدولي للدراجات (الإنجليزية)
- لي هوبسون على موقع أرشيف الدراجات (الإنجليزية)
- لي هوبسون على موقع إحصائيات الدراجات الإحترافية (الإنجليزية)
- لي هوبسون على موقع اللجنة الأولمبية الدولية (الإنجليزية)
- لي هوبسون على موقع أوليمبيديا (الإنجليزية)
- لي هوبسون على موقع اللجنة الأولمبية الكندية (الإنجليزية)